# Потпури
Потпури е сбирка от популярни откъси от едно или повече музикални произведения.
На български думата се използва само в множествено число, като идва от френското pot pourri, в буквален превод гнило гърне, както французите наричат испанската задушена яхния от разнообразни съставки olla podrida.
Освен в смисъла на музикална китка думата потпури се използва и за смеските от изсушени цветя, билки и плодове, които служат за украса и ароматизиране на помещения и гардероби. Уханията, които излъчват, могат да бъдат естествени или синтетични.